# Kumba musorstom
Kumba musorstom är en fiskart som beskrevs av Merrett och Akitoshi Iwamoto 2000. Kumba musorstom ingår i släktet Kumba och familjen skolästfiskar. Inga underarter finns listade i Catalogue of Life.